# Toets (kwaliteitscontrole)
Toetsen is een detectieve kwaliteitsmaatregel op producten van een voortbrengingsproces met als doel het vroegtijdig voorkomen van fouten in het eindproduct. Waar testen een validatiemiddel is, is toetsen een verificatiemiddel, ook wel statisch testen genoemd.

## Toetsproces
Een gestructureerd toetsproces omvat 5 stappen, te weten
1. Opdrachtomschrijving (Welk(e) object(en) is met welke reden vanuit welk perspectief te toetsen)
2. Planning en voorbereiding (Met welke strategie en volgens welke planning zijn welke risico's af te dekken)
3. Uitvoering (Lezen, noteren van opmerkingen, bespreken, bijwerken, controleren, accepteren)
4. Rapportage (Verzamelde opmerkingen, gecorrigeerd document, verslag van bespreking)
5. Afronding (Rapporteren afwijking van toetsplan, opleveren metrieken, procesevaluatie)

## Toetstechnieken
De keuze van de toetstechniek is afhankelijk van de vorm waarin de grootste bijdrage aan de kwaliteit van het product te verwachten is. In de praktijk zijn de eerste vier de meest voorkomende technieken:
1. Review
2. Inspectie
3. Structured Walkthrough
4. Audit
5. Interview
6. Eigen document beoordeling
7. Enquête
8. Deskcheck

## Toepassing
Toetsen zijn toe te passen op alle (tussen)producten van een voortbrengingsproces. Het meest effectief zijn toetsen die vroegtijdig in het voortbrengingsproces uit te voeren zijn met betrokkenheid van de juiste rollen. De besparing die hierdoor mogelijk is volgt een exponentiële curve, waarbij vaak gerefereerd wordt naar de curve van Barry Boehm.
Bij alle vormen van toetsen is het doel het opsporen van fouten, omissies en onduidelijkheden waardoor de auteur van het document de kans krijgt deze fouten te herstellen, omissies aan te vullen en onduidelijkheden te verduidelijken teneinde fouten in opvolgende fases in het voortbrengingsproces te voorkomen.
Tijdens het toetsproces dienen alle betrokkenen op de hoogte te zijn van elkaars opmerkingen. Hierdoor zijn tegenstrijdige ideeën tijdig te ontdekken en is het mogelijk van elkaar's ideeën te leren.
Het eindresultaat van een toetsfase is een opgeleverd product waarvan alle betrokkenen het eens zijn over inhoud en kwaliteit. Dit betekent dus niet dat het product 100% correct moet zijn.

## Metrieken
Tijdens een gestructureerd toetsproces zijn legio metrieken te verzamelen. In alle gevallen dienen de metrieken te voldoen aan de volgende voorwaarden:
- Functioneel - de metrieken geven precies inzicht in datgene dat ze moeten meten.
- Risicogestuurd - verzamelen en gebruiken van metrieken gebeurt risicogestuurd.
- Kosten effectief - het meten (en analyseren) van metrieken levert meer op dan dat het kost.
- Betrouwbaar - de metrieken zij consistent, onderbouwd en herleidbaar.